# 恵資
恵資（えし、生没年不詳）とは、飛鳥時代の学僧。

## 経歴
大化元年（645年）8月、十師の制が設置された時に選ばれた一員に、恵至という僧侶がいるのだが、彼と同一人物とする説がある。同一人物だとすると、 白雉2年（651年）春三月、前年より取りかかっていた丈六の繍像（ぬいものほとけ）など36体の仏像が完成したので、皇御母尊（すめらみおやのみこと）は十師を招請して、斎会を催しているが、これに参加していることになる。
『本朝高僧伝』智円伝に、恵師という僧が登場するが、それによると、吉蔵に三論宗を学び、元興寺の僧であった、ともいう。
正式に記録に現れるのは、白雉3年（652年）の夏4月に内裏に沙門恵隠を招請して「無量寿経」の法門論議をおこなった際、他の1,000人の沙門を「作聴衆」（聴者）として論議者となっていることである。論議は6日間つづき、終了したその日より雨の日がつづいた、という。